# Armut, Reichtum, Schuld und Buße der Gräfin Dolores

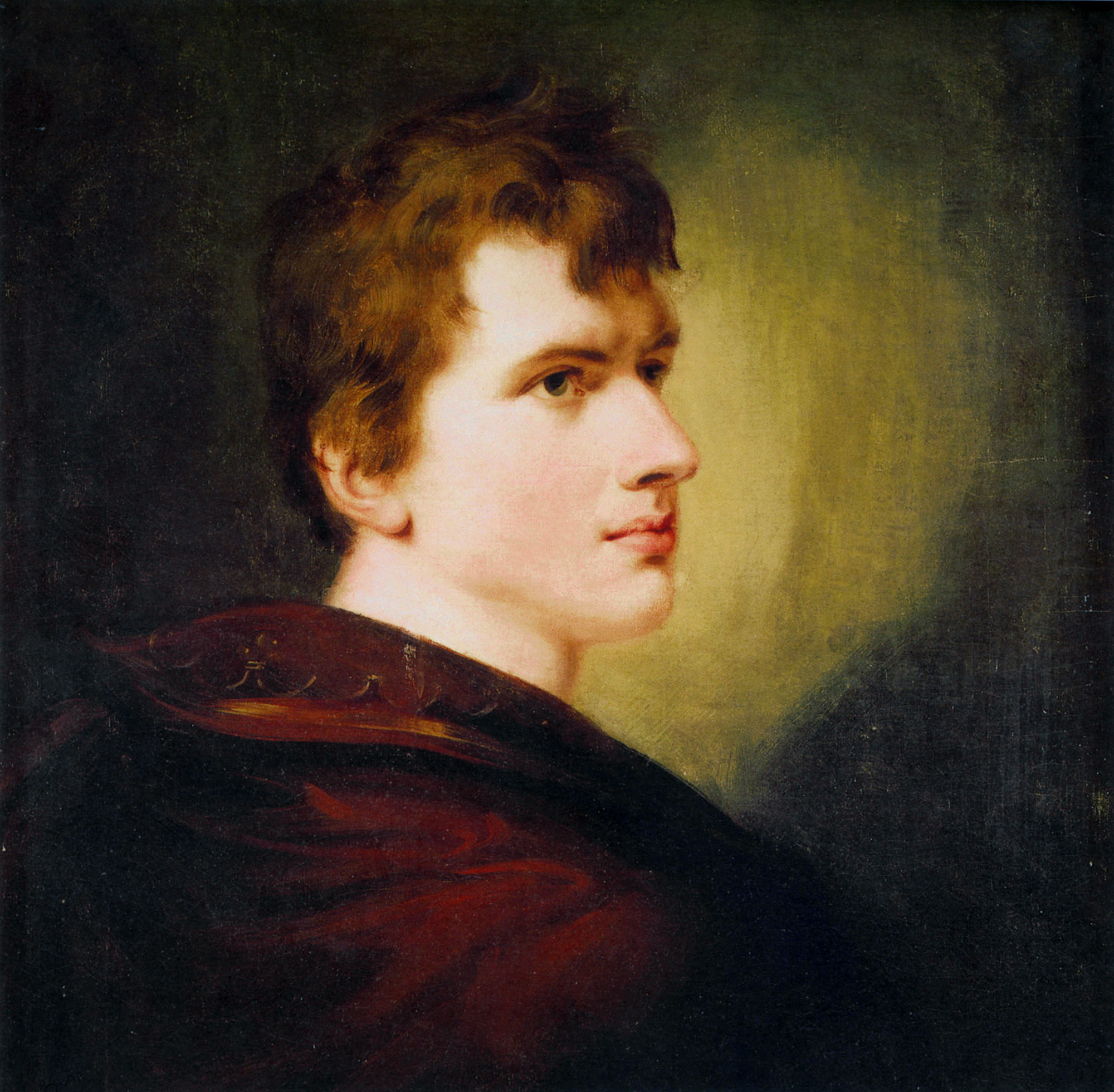
Achim von Arnim
(1781–1831)

Armut, Reichtum, Schuld und Buße der Gräfin Dolores ist ein Roman von Achim von Arnim, der zu Ostern 1810 bei Reimer in der Realschulbuchhandlung Berlin erschien.
Erzählt wird aus dem Leben der Schwestern Dolores und Klelia sowie des Grafen Karl.

## Inhalt

### Armut
In einer kleinen süddeutschen Residenzstadt: Graf P. hat sich durch leichtsinnigen Lebenswandel verschuldet und macht sich mit dem restlichen Bargeld nach Übersee davon. Die Gräfin stirbt daheim vor Gram. Die beiden Töchter, die fromme, bedachte Klelia und die vergnügungssüchtige, hübschere Dolores, bleiben verarmt auf dem elterlichen Schloss zurück. Das Personal muss entlassen werden. Das Anwesen verkommt. Die beiden schönen Mädchen müssen sich während des Krieges gegen einquartierte Soldaten erwehren. Das Militär zieht ab. Graf Karl, ein vorbeireitender Student, findet Gefallen an der heiratswilligen Dolores. Ungeachtet der drückenden Armut im Schloss verlobt er sich mit ihr und gibt das meiste seiner beschränkten Mittel für die Lebenshaltung der Schwestern her. Für sich behält der Student nur das Nötigste.

### Reichtum
Während Klelia sich bei Verwandten in Sizilien durchschlägt, bringt Dolores das Vermögen ihres Verlobten durch. Als Graf Karl, der seine Studien beendet hat, von der Universität zurückkehrt, streitet sich das Brautpaar. Dolores sieht der Ehe mit einem „harten Manne“ entgegen. Sie will unnachgiebig bleiben. Karl hingegen erkennt, glücklich leben kann er zwar mit Dolores nicht, doch will er zumindest für das Glück seiner künftigen Frau leben. Das Paar heiratet. Zuvor hat Karl sich Dolores seufzend ergeben. Ihre Herrschaft über ihn ist besiegelt. Volljährig geworden, übernimmt der Graf seine Güter. Er ist somit ein vermögender Mann geworden und kann auch das elterliche Stadtschloss der Ehefrau erwerben. Doch den Grafen zieht es auf sein ländliches Anwesen. Auch auf dem Lande streitet und versöhnt sich das Paar. Briefpost aus Palermo kommt an. Klelias Heimweh, die Sehnsucht nach dem „lieben deutschen Frühling“, stimmt den Grafen nachdenklich. Dolores, inzwischen schwanger geworden, begegnet den „Weltverbesserungen“ des Gatten skeptisch. Die Gebräuche der Landbevölkerung findet Dolores abgeschmackt, wird jedoch von der Tradition ergriffen. Dolores verspottet sowohl den Erntefleiß der Bauern als auch ihren Gatten, der die Erntearbeiten beaufsichtigt. Bei alledem liebt der Graf seine Frau hingebungsvoll. Dolores sehnt sich nach der kurzweiligeren Stadt. Eigentlich kein Landwirt, gibt Graf Karl nach. Das Paar verlässt im Herbst seinen Landsitz und sucht wiederum das Stadtschloss auf.

### Schuld
Dolores bringt einen Knaben zur Welt. Der Kleine wird Karl genannt. Der nächste Brief aus Palermo verkündet, Klelia hat den vermögenden spanischen Herzog von A. geheiratet. Dolores neidet der Schwester das Eheglück und schaut hochmütig auf ihren landadeligen Gatten herab, der ein paar Bauernknaben das Lesen lehren will. Markese D., angeblich ein Cousin des Herzogs von A., überbringt Dolores neue Nachrichten von der Schwester. Graf Karl begibt sich zu seinen Bauern. Dolores bleibt in der Stadt zurück. Der Markese D. macht Dolores den Hof, erweckt ihre Begierde, demütigt sie darauf und schläft ein einziges Mal mit ihr. Als Graf Karl in die Stadt zurückkehrt, bemerkt er „etwas Frevelndes in“ Dolores und schweigt aber. Der Markese geht mit dem Grafen aufs Land und erschleicht sich die Freundschaft des Gastgebers. Als der Markese vom Lande allein in die Stadt zurückkehrt, überreicht er Dolores einen zärtlichen Brief, in dem ihr der Gatte „seinen liebsten Freund“, den Markese, wärmstens empfiehlt. Kurz bevor der Markese zu seiner nächsten Eroberung eilt, macht ihm Dolores vergeblich bittere Vorhaltungen. Sie habe sich ihm hingegeben und der Undankbare verlasse sie nun. Manchmal redet Dolores im Schlafe. Drei Monate nach der Abreise des Markese, der Graf ist mittlerweile wieder bei Dolores, gesteht die inzwischen wieder schwangere Frau dem Ehemanne wider Willen im Nachtschlafe ihre „schwere Schuld“. Graf Karl sinnt auf Rache an dem Markese. Eines Tages öffnet er einen Brief – die herzliche Einladung nach Sizilien. Darin schreibt Klelia, endlich habe sie ihren Gatten wieder. Der Herzog A. habe ja unter dem Namen Markese D. in Deutschland die Gastfreundschaft der Schwester und des Schwagers genossen.
Der Graf richtet es so ein, dass ihn Dolores, im Umgang mit Schusswaffen ungeübt, während eines Schützenfestes erschießen soll.

### Buße
Die Kugel prallt an einer Rippe ab und verfehlt das Herz. Als sich der Graf vom Krankenlager erhebt, gesteht ihm Dolores ihre Sünde und unterwirft sich ihm. „Sie habe keinen eigenen Willen mehr.“ Das Ehepaar sitzt sich fortan häufig gegenüber. Jeder schaut beiseite. Im nächsten Brief schreibt Klelia von ihrem Glück an der Seite des Herzogs, das nur durch das Ausbleiben eines eigenen Kindes getrübt werde. Der Herzog sei ein frommer Mann. Die Frömmigkeit Klelias habe anfangs einen Reiz auf ihn ausgeübt, bis später die heiteren Briefe aus Dolores’ Feder ihn zu der Schwester hingezogen hätten.
Dolores wird „von einem schönen blonden Knaben“, einem Ebenbild des Grafen, entbunden. Das Ehepaar atmet auf. Das Kind wird Johannes genannt. Der Herzog A. stirbt einen schnellen Tod und lässt Klelia „im Besitze eines unermeßlichen Vermögens kinderlos zurück“. Weil Herzogin Klelia die Kinder der Schwester zu Erben einsetzen will, geben Dolores und Graf Karl dem Drängen der Witwe nach und leben fortan in Sizilien. Jahre vergehen. Dort auf dem herzoglichen Sitz im Mezzogiorno bringt Dolores noch zehn Kinder zur Welt.
Indes kehrt Graf P. – als Engländer Moham getarnt – mit seiner ostindischen Frau Moham und den zwei gemeinsamen Kindern nach Deutschland zurück. Er bezieht sein Stadtschloss. Das Gemäuer brennt nieder. Sein alter Freund, der Fürst, beruft den Grafen P. als ersten Minister. Seinen beiden Töchtern Dolores und Klelia sendet der Graf P. „prachtvolle morgenländische Geschenke“ nach Sizilien, weiß aber nicht, was er in den Begleitbrief schreiben soll. Den Regenten rafft der Schlagfluss hinweg. Die Fürstin regiert weiter und behält den Grafen P. im Amt. Vergeblich hatte sich die Fürstin Kinder gewünscht. Der erste Minister hat von seinen zwölf Enkeln gehört und überredet die Regentin zu einer Italienreise. Ziel soll der Hof seiner Tochter Klelia sein. Die Fürstin bricht auf. In ihrem Gefolge befindet sich auch ihr Schreiber, der fischköpfige Primaner. In Sizilien schließt sich die Fürstin der Gräfin Dolores an, erzählt deren Kinderschar Märchen, fühlt „ihre weibliche Natur erwachen“ und ihr Herz entbrennt in Liebe zu dem Grafen Karl. Zwar findet der Graf bei der Fürstin „geistige Unterhaltung“, nur – „das Wort“ wird „ihm nicht zu Fleisch“. Während eines Ausfluges zum Ätna übernachten die Fürstin, der Schreiber und der Graf in einem Gasthaus. Die Fürstin meint, sie habe die Nacht mit dem geliebten Grafen verbracht. Dabei hat sie ihn nach der anstrengenden Bergbesteigung in der nächtlichen Dunkelheit mit dem Schreiber verwechselt. Dolores bleibt die Leidenschaft der Fürstin nicht verborgen, doch sie schweigt. Denn die Gräfin tut Buße. Zwar trennt sich Graf P. nur ungern von seiner indischen Frau, aber ein Brief des Schreibers ruft den Staatsmann nach Sizilien: Die Regentin hat sich in seinen Schwiegersohn verliebt. Als die Fürstin der Gräfin die vermeintliche Nacht mit dem Grafen gesteht, fällt Dolores in Ohnmacht. Nachdem sie wieder zu sich gekommen ist, beichtet sie der Fürstin ihre Schuld. Daraus und aus der Nacht am Ätna leitet die Fürstin ihren Anspruch auf den Grafen her. Dolores – nach zehn Jahren immer noch büßend – will den Gatten hergeben, falls es dessen Wille sein sollte. Alles kommt ganz anders. Zufällig wird der Fürstin jener nächtliche Irrtum, dem sie im Gasthause am Ätna erlegen war, bewusst. Der erste Minister verspätet sich ein wenig. Die Fürstin vergiftet sich und den Schreiber. Das Sterben hat noch kein Ende. Ein Blutstrom füllt den Mund der Gräfin. Dolores stirbt. Ihrem seligen Angedenken wird am sizilianischen Meeresufer eine überlebensgroße Bildsäule errichtet.

## Zitat
- „Wer etwas Rechtes will, kann mit Wenigem unendlich viel leisten.“[4]

## Form
Manche Personen – der Fürst, die Fürstin – bleiben, bis auf den Titel, anonym. Zudem schreibt Arnim unbekümmert. Zum Beispiel erwähnt er die Fürstin in einem Nebensatz und lässt sie dann vier Kapitel später erstmals auftreten.
Eingelegte Geschichten werden in die Handlung einverleibt. Zum Beispiel liest der Bücherwurm Klelia der Schwester Dolores die Geschichte von Hugo Capet vor. Dolores wirft währenddessen Bemerkungen ein, in denen sie das Erzählte mit ihrem Schicksal kommentiert: Wo ist der Vater? Kommt er wieder?
Der Erzähler greift vor. Er lässt den Leser ahnen, die Geschichte mit Dolores nimmt kein gutes Ende.
Als dann Arnim in der II. Abteilung: Reichtum vom Leben des gräflichen Ehepaares Dolores und Karl auf dem Lande erzählt, wird die Geduld des Lesers durch eingelegte abseitige Geschichten auf eine harte Probe gestellt. Arnim kennt den Leser genau. Er schreibt: „Warum sind doch die Leser meist so ungeduldig… Überschlagt nicht diese lehrreichen Verse.“ Darauf folgt eine seitenlange abseitige Elegie. Die Einlagen begleiten die Handlung bis zum Ende des Romans. Dort angekommen, blickt Arnim zurück: „Meinen Lesern, mit denen ich mich auf der gemeinschaftlichen Reise durch diese Geschichte allmählich auch verständigt habe, wird es nicht entgangen sein, wie das Dichten, insbesondre aber das dramatische in das Leben der einzelnen Menschen eingreife. Wir sahen dies in der Geschichte Hollins,…“
Manchmal mischt sich der Erzähler kurz ein. Als zum Beispiel Dolores vom Markese verführt wird, schreibt Arnim: „Ich möchte, statt zu erzählen hier mit einem gewaltigen Trauermarsche die Unglückliche zu erwecken suchen: aber es ist doch zu spät.“
Arnims Kommentar zu den Äußerungen der sterbenden Fürstin, diesen „harten Stöße[n] des Geschicks“: „Ihre letzten jammernden Ausrufungen wollen wir nicht aufzeichnen; sie gehörten ihr wohl nicht mehr, sie sind der bloße Schrei der allgemeinen menschlichen Natur, die sich von dem gewohnten Lebenskreise mit Mühe trennt.“
Manche der vielen Nebenfiguren – wie zum Beispiel der Prinz von Palagonien – werden knapp charakterisiert: „…er ist der unglücklichste und edelste Mensch, den die Erde getragen.“

## Selbstzeugnisse
- Brief vom 26. Januar 1810 an die Braut Bettina: „Er [der Roman] war lange ein Lieblingsplan und ich habe ihn mit Lust ausgeführt.“[13]
- Brief vom Februar 1810 an Görres: „…es wurde nun ein mit schönen Novellen und Liedern durchwebter Roman, der als Erzählung nach meiner Empfindung ein befriedigenderes Kunstwerk, so aber ein ungemein reiches schönes Buch geworden.“[14]
- Brief vom 28. Mai 1810 an Wilhelm Grimm: „Hast Du Lust, mein Buch in den Heidelberger Jahrbüchern zu recensiren, so solls mir recht lieb sein. Du magst gut oder böse darauf zu sprechen sein.“[15]
- Der Brief Jacob Grimms vom 24. September 1810 (siehe unten) trifft Arnims ins Innerste. Er antwortet im Oktober desselben Jahres: „Daß Dich der Graf Karl nicht anzieht, das ist hart von Dir.“[16]
- Mit einem Anschreiben vom 28. Mai 1810 schickt Arnim das Buch an Goethe. Er redet den Adressaten mit „verehrter Meister deutscher Sprache an“ und ist „so dreist“, ihm den Roman vorzulegen.[17]

## Rezeption
- In seinem Kapitel „Struktur und Gehalt“ innerhalb des Kommentars zur Quelle schreibt Lützeler, indirekt rechne Arnim in seiner Dolores unter anderem auch mit den Wahlverwandtschaften[18] und dem Weimarer Klassik-Kult ab.[19] Die oben genannte Zusendung eines Belegexemplars wurde von Goethe nicht beantwortet – er verurteilt lediglich am 7. Oktober 1810 in einem Brief an Karl Friedrich von Reinhard die Gräfin Dolores als „Narrenwust“[20]. Das ist seine Reaktion auf die Romantik, eine Erscheinung, die er „als schon vorübergegangen“ betrachten will.[21] Nach Goethe dürfe ein Roman keine Moral predigen.[22] Riley[23] meint, Arnim ahme in seinem „typisch romantischen Werk“ Goethe nicht nach, sondern biete einen Gegenentwurf zu den Wahlverwandtschaften.
- Clemens Brentano schreibt am 8. Mai 1810 an Wilhelm Grimm, ihm sei bei der Lektüre, als äße er „viel zu süßen Kuchen“, doch „das Ganze“ sei „ungemein originell und reich, hie und da über die Maßen leichtsinnig hingeschrieben.“[24]
- Wilhelm Grimm entspricht dem oben genannten Rezensionswunsch des Autors. Er schreibt in den Heidelbergischen Jahrbüchern der Literatur 1810 (3. Jg., 2. Bd., S. 374): „Es lebt in dem ganzen Buch ein reicher Geist, eine freie Ansicht des Lebens, und ein rechter Mut.“[25]
- Jean Paul lobt am 22. Juli 1810: „Ihre Charaktere sind scharf wie in Stein geschnitten“ und fährt fort: „Ungeachtet der ziemlich auseinander laufenden Oberfläche der Erzählung erhebt sie sich doch zuletzt zu Bergspitzen eines zusammenfassenden dramatischen Ausgangs.“[26]
- Jacob Grimm schreibt am 24. September 1810 an den Autor: „Aber das ganze Buch, wenn es z. B. ein Mädchen wäre, möchte ich nicht heiraten, weil ich daran nicht glauben könnte.“[27]
- Görres schreibt am 21. Juni 1811 an Wilhelm Grimm: „Die Dolores ist das Beste, was seit Titan erschienen ist.“[28]
- In Eichendorffs Ahnung und Gegenwart hält der junge Graf Friedrich „dieses Buch hoch in Ehren“. Als es eine Dame auf einer Abendgesellschaft kritisiert, gibt er seine Zurückhaltung auf und meldet sich mutig als Fürsprecher zu Wort.[29]
- Heine bemerkt 1836 in der Romantischen Schule zum Autor der Dolores: „Er war kein Dichter des Lebens, sondern des Todes.“[30]
- Hebbel kritisiert am 1. März 1842 nach der Lektüre: „Was keinen rechten Anfang hat, kann auch kein rechtes Ende finden.“[31]
- Gundolf stellt sich 1930 bei der Verurteilung dieses „Arabeskenwerkes“ auf Goethes Seite: „Arnim will zu vieles gleichzeitig und verwirrt dadurch den Blick.“[32]
- Arnim habe sich von Edmund Burkes „Reflections on the Revolution in France“ leiten lassen.[33]
- Gegen Romanende wandele sich die Ehebrecherin Dolores zur Heiligen.[34]
- Lützeler nennt das Werk ein „chaotisch wirkendes Gemisch aus Roman, Novelle, Sage, Mythos, Legende, Fabel, Anekdote, Predigt, Drama, Essay, Gedicht, Elegie, Lied, Reflexion und Aphorismus.“[35] Die Personen würden zu „entindividualisierten Kunstfiguren“ werden.[36] Der zeitgenössische Leser hätte sich „im Allegorie- und Verweisungsgestrüpp des Buches“[37] verfangen. Lützeler nennt zwei Dissertationen über den Roman: Helmut Fuhrmann: Achim von Arnims Gräfin Dolores (Köln 1955) und Ernst-Ludwig Offermanns: Der universale romantische Gegenwartsroman Achim von Arnims (Köln 1959)[38] sowie Renate Moerings Buch Die offene Romanform von Arnims ‘Gräfin Dolores’ (1978)[39].
- Arnim habe die „Besserungsgeschichte“ seiner Dolores fein säuberlich von den „chaotischen Abschweifungen“ separiert.[40] Jenes Chaos, das „fatal Ungezähmte“, lasse sich ganz zwanglos erklären. Arnim stehe in der Tradition mündlicher Erzähler.[41]

### Zitierte Textausgabe
- Achim von Arnim: Armut, Reichtum, Schuld und Buße der Gräfin Dolores. Eine wahre Geschichte zur lehrreichen Unterhaltung armer Fräulein. S. 101–684 in Paul Michael Lützeler (Hrsg.): Achim von Arnim. Hollin's Liebeleben. Gräfin Dolores. Bd. 1 in: Roswitha Burwick (Hrsg.), Jürgen Knaack (Hrsg.), Paul Michael Lützeler (Hrsg.), Renate Moering (Hrsg.), Ulfert Ricklefs (Hrsg.), Hermann F. Weiss (Hrsg.): Achim von Arnim. Werke in sechs Bänden. 825 Seiten. Deutscher Klassiker Verlag, Frankfurt am Main 1989 (1. Aufl.), ISBN 3-618-60010-0